# Battaglia di Château-Thierry (1918)
La battaglia di Château-Thierry fu combattuta il 18 luglio 1918, e fu una delle prime azioni cui prese parte il corpo di spedizione americano (AEF) guidato dal generale John Pershing. Fu una controffensiva rivolta a contrastare l'operazione Friedensturm, l'offensiva lanciata, il 15 luglio 1918, dall'esercito tedesco sul fronte della Marna, dove iniziava a schierarsi il contingente americano.
La mattina del 18 luglio truppe francesi e americane, guidate da Ferdinand Foch, che di lì a poco sarebbe diventato maresciallo di Francia, lanciarono un attacco alle posizioni tedesche nel tratto di fronte compreso tra Fontenoy e Château-Thierry. Da più di un anno non venivano effettuati attacchi in questo settore del fronte, lungo circa 40 chilometri. Le forze dell'Intesa riuscirono a mantenere segrete i preparativi dell'attacco, che ebbe inizio alle ore 4.45 del mattino: le truppe tedesche videro piombare su di loro l'attacco alleato, senza che vi fosse alcun bombardamento preparatorio, e preceduto solamente da un fuoco d'accompagnamento di grande precisione ed efficacia.
Da ricordare anche l'abbattimento da parte dei tedeschi di un aviatore americano, figlio del Presidente degli Stati Uniti Theodore Roosevelt. Il velivolo si schiantò nei campi, e ai discendenti della famiglia Franc, che avevano retto il Feudo di Chateau Thierry per molti anni, fu dato l'incarico dal governo degli Stati Uniti di portare fiori freschi tutte le settimane proprio in quel punto.